# Strój sieradzki

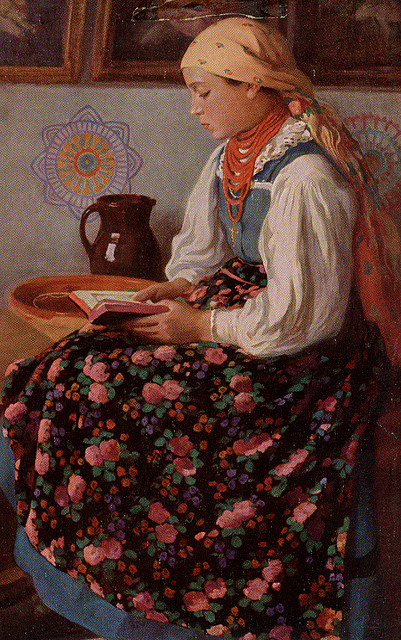
Strój sieradzki, obraz Franciszka Łubieńskiego, około 1912 roku

Strój sieradzki – strój ludowy grupy etnograficznej Sieradzan. Strój sieradzki dzieli się na trzy odmiany różniące się jedynie stopniem zaniku: monicką (okolice Sieradza), która przetrwała najdłużej, dobrońską (okolice Łasku i Dobronia) oraz klonową (okolice Klonowej), która zanikła najszybciej.

## Historia
Strój sieradzki wykształcił się w  XIX wieku. Wtedy to w typowo rolniczym regionie sieradzkim, położonym na nieurodzajnych glebach zaczęły powstawać ośrodki przemysłowe (m.in. w Sieradzu, Łasku, Zduńskiej Woli i Pabianicach) oraz członkowie rodzin zaczęli emigrować do Łodzi oraz za granicę. Ważnym wydarzeniem w historii stroju sieradzkiego była działalność znawcy i miłośnika regionu sieradzkiego Stanisława Graeve’a, na którego zaproszenie do Biskupic przybyli Franciszek Łubieński i Florian Piekarski. Namalowali oni w latach 1909–1912 trzydzieści obrazów przedstawiających mieszkańców wsi w swoich strojach. Obrazy te zostały umieszczone potem na pocztówkach wydawanych w Sieradzu. Rozwój miast spowodował wzbogacenie się wsi, ale również początek zaniku stroju ludowego i zastępowanie go strojem miejskim. Najpierw zanikać zaczął strój męski. W latach międzywojnia nosili go tylko starzy gospodarze pamiętający czasy, gdy ubiór był wyznacznikiem statusu materialnego. W tym okresie mieszkańców sieradzkiej wsi uwieczniał na swoich obrazach Szczepan Andrzejewski. Strój kobiecy noszony był w dni świąteczne jeszcze w latach 50. XX wieku.

## Strój męski
Najważniejszymi elementami stroju sieradzkiego były lajbiki, spencerki i sukmany. Lajbikiem była kamizelka, bez rękawów uszyta z trzech kawałków materiału: dwóch przodów i jednego tyłu, uszytego z gorszego materiału. Spencerki były dłuższymi kaftanami sięgającymi za biodra z długimi rękawami. Szyte były z wełnianych, pasiastych tkanin samodziałowych w prążki. Najczęściej były koloru czerwonego . Najczęstszym i najbardziej reprezentacyjnym rodzajem okryć wierzchnich była sukmana z wyłogami. Wykonana była najczęściej z granatowego sukna. Zdobił ją stojący kołnierz oraz klapa z lewej strony. Zapinana była na mosiężne guziki. Rękawy zakończone były czerwonymi mankietami. Często sukmana miała kieszenie. 
Najczęstszym rodzajem spodni były portki z fartuszkiem. Wykonane były z płótna lub wełnianego pasiaka koloru zielonego, modrego, czerwonego lub purpurowego. Z przodu miały fartuszek – klapkę zapinaną na guziki. Na początku XX wieku powoli zaczęły zastępować je fabrycznie robione spodnie z rozporkiem. Nogawki spodni wkładano w skórzane buty z cholewami. 
Sieradzanie nosili przede wszystkim maciejówki (kaszkiety) – okrągłe czapki z niebieskiego sukna ze skórzanym daszkiem. Czasem zdobione były sztucznymi kwiatami i wstążkami. Wyparły one noszone w XIX wieku niebieskie rogatywki z otokiem z czarnego baranka, które według ludowych opowieści zostały rozpowszechnione w okolicach Sieradza przez Tadeusza Kościuszkę podczas powstania w 1794 roku. W upalne dni oraz podczas pracy zarówno rogatywki, jak i maciejówki zastępowano kapeluszami słomkowymi. 

## Strój kobiecy
Ważnymi elementami stroju kobiecego był wełniak i sukienka. Wełniak była to spódnica z doszytą sznurówką, wykonane z wełnianego, pasiastego materiału o czerwonym lub niebieskim tle. Wykończone były tasiemkami z aksamitu. Sukienki miały bardzo podobny krój do wełniaków. Były jednak wykonane z fabrycznej, gładkiej, kretonowej lub wełnianej tkaniny. Sznurówki sukienek ozdabiane były cekinami i pasmanterią. Na spódnice zakładano jeden z dwóch rodzajów zapasek do pasa: większe z samodziałowego pasiaka oraz fabryczne kretonowe wykończone koronką lub zdobione pasami kwiatowego haftu. Osobnym rodzajem zapaski były zapaski do odziewu. Wykonywano je tak, jak zapaski samodziałowe. Były jednak od nich większe i zakładano je na ramiona. Innym okryciem wierzchnim był kaftan z ogonem. Wykonywano go z jednolitego, czerwonego, granatowego lub ciemnozielonego samodziału. Zapinany był na pętelki, a zdobiły go czarne paski aksamitu. 
Częstym nakryciem głowy były chusty występujące w dwóch rodzajach: domowej roboty zakończone frędzlami lub koronką wykonaną na szydełku oraz fabryczne różniące się kolorystyką o motywach kwiatowych lub tureckich. Innym rodzajem nakrycia głowy były czepce. Najbardziej rozpowszechnionym typem były tiulowe kopki. Obwiązywano je specjalnymi, jedwabnymi chustami – jedwabnicami. Strój uzupełniały paciorki: korale i naszyjniki bursztynów, zarówno prawdziwych jak i sztucznych oraz dynek – szklanych paciorków.